# 片瀬白田駅
片瀬白田駅（かたせしらたえき）は、静岡県賀茂郡東伊豆町白田にある、伊豆急行伊豆急行線の駅である。駅番号はIZ10。

## 歴史
- 1961年（昭和36年）12月10日：開設。
- 2021年（令和3年）1月16日：無人駅化[1]。

### 駅名の由来
白田川両岸に広がる集落（北側：片瀬、南側：白田）にちなむ。地名の「白田」は駅名と漢字表記は同じながら、読みは「しらだ」である。
白田地区に駅が建設されることが決定した際、駅が新設されなかった片瀬地区住民に配慮して駅名は「伊豆片瀬」となる予定であった。しかし白田地区住民の要望により、開設直前に「片瀬白田」に変更された。

## 駅構造
相対式ホーム2面2線を有する地上駅。2番線側が直線となる1線スルー構造となっている。無人駅。

### のりば
| 番線 | 路線       | 方向 | 行先           | 備考            |
| ---- | ---------- | ---- | -------------- | --------------- |
| 1    | 伊豆急行線 | 下り | 伊豆急下田方面 |                 |
| 2    | 伊豆急行線 | 上り | 伊東・熱海方面 | 一部列車は1番線 |

- 停車列車は方向別にホームを使い分けているが、通過列車待避の場合等、逆ホームに発着する列車がある。
- この駅で特急列車の交換がよく行われる。（2013年1月現在）

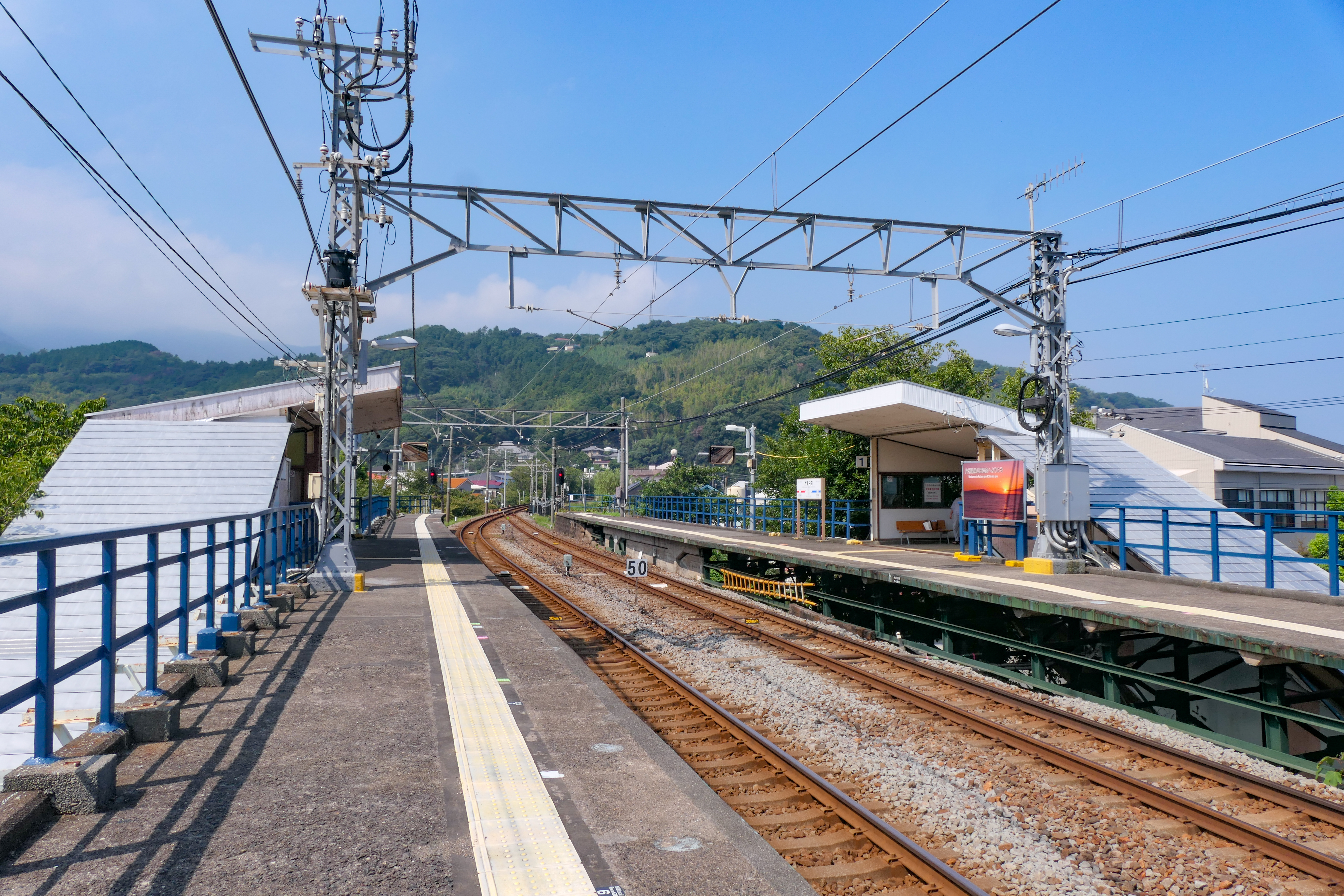
ホーム（2021年8月）

### 構内
- Suica及びSuicaと相互利用可能なICカード（PASMO等）は、伊豆急行線内全駅で利用可能であるが、当駅にチャージ機は設置されず、チャージサービスには対応していない。

## 利用状況
- 2020年（令和2年）度の1日平均乗車人員は90人である。

近年の1日平均乗車人員の推移は以下の通り。
| 年度               | 1日平均 乗車人員 | 出典     |
| ------------------ | ---------------- | -------- |
| 1993年（平成05年） | 448              | [ * 1 ]  |
| 1994年（平成06年） | 450              | [ * 2 ]  |
| 1995年（平成07年） | 430              | [ * 3 ]  |
| 1996年（平成08年） | 408              | [ * 4 ]  |
| 1997年（平成09年） | 375              | [ * 5 ]  |
| 1998年（平成10年） | 365              | [ * 6 ]  |
| 1999年（平成11年） | 360              | [ * 7 ]  |
| 2000年（平成12年） | 343              | [ * 8 ]  |
| 2001年（平成13年） | 300              | [ * 9 ]  |
| 2002年（平成14年） | 267              | [ * 10 ] |
| 2003年（平成15年） | 244              | [ * 11 ] |
| 2004年（平成16年） | 225              | [ * 12 ] |
| 2005年（平成17年） | 211              | [ * 13 ] |
| 2006年（平成18年） | 219              | [ * 14 ] |
| 2007年（平成19年） | 223              | [ * 15 ] |
| 2008年（平成20年） | 224              | [ * 16 ] |
| 2009年（平成21年） | 204              | [ * 17 ] |
| 2010年（平成22年） | 189              | [ * 18 ] |
| 2011年（平成23年） | 185              | [ * 19 ] |
| 2012年（平成24年） | 196              | [ * 20 ] |
| 2013年（平成25年） | 188              | [ * 21 ] |
| 2014年（平成26年） | 186              | [ * 22 ] |
| 2015年（平成27年） | 185              | [ * 23 ] |
| 2016年（平成28年） | 185              | [ * 24 ] |
| 2017年（平成29年） | 198              | [ * 25 ] |
| 2018年（平成30年） | 225              | [ * 26 ] |
| 2019年（令和元年） | 213              | [ * 27 ] |
| 2020年（令和02年） | 90               | [ * 28 ] |

## 駅周辺
ホーム伊豆稲取方からは海を臨むことが出来る。
- 片瀬温泉
- 白田温泉
- 白田川
- 国道135号
- 熱川温泉病院
- 東伊豆町自主運行バス[注 1]「白田海岸」停留所 - 「S01」系統

## その他
毎年元日に運転される臨時列車「伊豆初日の出号」は当駅で停車し、初日の出を見ることが出来るようになっている。
2003年（平成15年）に放送されたサントリーフーズの飲料品『燃焼系アミノ式』、2019年（令和元年）に大塚製薬の飲料品『オロナミンC』のCMが撮影された場所としても有名である。

## 隣の駅
伊豆急行
 伊豆急行線
伊豆熱川駅 (IZ09) - 片瀬白田駅 (IZ10) - 伊豆稲取駅 (IZ11)

### 記事本文